# 底栖奈斯蛛
底栖奈斯蛛（学名：Nesticella mogera）为类球蛛科奈斯蛛属的动物。分布于日本以及中国大陆的浙江、陕西、山东、安徽等地。该物种的模式产地在日本。